# Ричард Кромуел
Ричард Кромуел (на английски: Richard Cromwell) е английски държавник, син на Оливър Кромуел.
След смъртта на баща му поема поста на Лорд-протектор, но само за няколко месеца. Ричард свиква незабавно нов парламент. Депутатите предприемат действия срещу протектората, като се стремят да възстановят принципите на парламентарната република и на първо място да поставят армията под контрола си. Армията се възпротивява и изисква от Ричард да разпусне Парламента и на 22 април 1659 година Ричард Кромуел е принуден да подаде оставка като държавен глава. След това е извършена реставрация на монархията и на трона е установен Чарлз II.
Кромуел прекарва близо 20 г. в доброволно изгнание в чужбина. Завръща се около 1680 г., като остатъка от живота си прекарва в имението си в Хурсли.